# Disposición (sociología)
En la sociología, las disposiciones son estructuras mentales de los individuos, guía para determinar sus acciones en un contexto dado. La disposición es un hábito, una preparación, un estado de alerta, o una tendencia a actuar de una manera específica.
Los términos de creencias y la fe de disposiciones ocurrentes se refieren, en el primer caso, a una creencia que se mantiene en la mente pero no se considera actualmente, y en este último caso, a la creencia de que está siendo considerado actualmente por la mente.
En la teoría de Bourdieu de las disposiciones campos son las tendencias naturales de cada individuo a asumir una determinada posición en cualquier campo. No existe un determinismo estricto a través de una de las disposiciones. De hecho, el habitus es la elección de cargos de acuerdo a sus disposiciones. Sin embargo, en retrospectiva, un espacio de posibles siempre pueden ser observadas.
Disposición en estructuras físicas es el orden de posición y funcionamiento de uno o varios objetos relacionados por una actividad, por ejemplo de un sistema.